# محمد عاصم عاصم
محمد عاصم عاصم هو سياسي أفغاني، ولد في 26 نوفمبر 1958 في خنجان في أفغانستان. نشط حزبياً في الائتلاف الوطني الأفغاني.